# Ритт, Джозеф
Джо́зеф Фелс Ритт (англ. Joseph Fels Ritt, 1893—1951) — американский математик, профессор Колумбийского университета. Тематика трудов: общая алгебра, дифференциальные уравнения, функциональный анализ. Основатель дифференциальной алгебры (1950). 
Член Национальной академии наук США (1933). Член Американского математического общества (с 1932 года, вице-президент общества в период 1938—1940). Член редколлегии журнала «American Journal of Mathematics» (1936—1940).

## Биография
Ритт родился в Нью-Йорке и провёл там бо́льшую часть жизни. Начал своё образование в  Городском колледже Нью-Йорка, затем учился в Университете Джорджа Вашингтона, который окончил в 1913 году. Затем защитил докторскую диссертацию в Колумбийском университете (1917) под руководством Эдварда Казнера. После окончания Первой мировой войны Ритт несколько лет выполнял расчёты для военных, в 1921 году вернулся в Колумбийский университет. С 1927 года — доцент (associate professor), в следующем году женился на Эстелле Файн (Estelle Fine). С 1931 года — профессор.
В 1930-х годах Ритт начал глубокие исследования дифференциальных уравнений (как обыкновенных, так и в частных производных) с алгебраической точки зрения. Результирующую теорию он назвал «дифференциальной алгеброй», она оперирует с такими понятиями, как дифференциальные многочлены, дифференциальные идеалы и дифференциальные многообразия.
В 1933 году Ритт был избран членом Национальной академии наук США.
В период 1942—1945 Ритт — заведующий кафедрой университета. Ритт был приглашённым участником на Международном конгрессе математиков (1924 год, Торонто), где прочитал доклад «Элементарные функции и их обращения»; ещё один доклад он прочитал на пленарном заседании Конгресса в 1950 году (Кембридж, штат Массачусетс).

## Научная деятельность
Ритт создал новый раздел математики —  дифференциальную алгебру, впоследствии эта теория была развита им и его учеником Эллисом Колчином.
Несколько теорем носят его имя:
- Теорема Ритта[англ.][9].
- Теорема Ритта о полиномиальной декомпозиции[англ.][10][11].
- Теорема Ритта — Рауденбаха (или: Роденбаша) о базисе[4][12].

Несмотря на весомые достижения, Ритт никогда не был удостоен престижных математических премий.

## Основные труды
См. Основные издания и переиздания на сайте Worldcat.
- Differential equations from the algebraic standpoint, New York, American Mathematical Society 1932[13]
- Theory of Functions, New York 1945, 1947[14]
- Integration in finite terms: Liouville's Theory of Elementary Methods, Columbia University Press 1948[15]
- Differential Algebra, American Mathematical Society 1950,[16] Dover 1966